# Carlos Salcedo
Artikeln följer den spanska namnseden; faderns efternamn är Salcedo och moderns efternamn Hernández.
Carlos Joel Salcedo Hernández, född 29 september 1993, är en mexikansk fotbollsspelare (försvarare) som spelar för Juárez.
Salcedo var med i Mexikos trupp vid Copa América 2015.